# Humberto Briseño Sierra
Humberto Briseño Sierra (México, D. F., México, 24 de junio de 1914-1 de noviembre de 2003) fue un profesor y abogado mexicano. Hijo de Ambrosio Briseño Ortega y Concepción Sierra de Briseño, comenzó su carrera como profesor en 1935 y fue recorriéndola como abogado desde 1942 hasta su muerte en 2003, donde fue escritor de 26 obras. 

## Trayectoria

### Títulos
Fue maestro de primaria, egresado de la Escuela Normalista de la Ciudad de México y, posteriormente, licenciado en derecho (Abogado) por la Escuela Nacional de Jursiprudencia de la Universidad Nacional Autónoma de México dedicándose a la postulación y a la academia con amplia experiencia en toda la materia jurídica, destacando como Jurisconsulto en las materias de Derecho Procesal, Fiscal, Mercantil, Civil, Penal, Amparo, Arbitraje, Constitucional, Derecho Comparado, Laboral, Agrario, Seguridad Social, Proceso Legislativo, entre otras tantas.
Profesor Titulado de Educación Primaria Superior por parte de la Escuela Nacional de Maestros (SEP): 15 de enero de 1935. Obtiene tiempo después con el examen profesional de licenciatura en Derecho, por parte de la Universidad Nacional Autónoma de México el 2 de octubre de 1942; el título de licenciado en Derecho.

### Trayectoria académica
Inaugura en la Primera Generación los estudios de Doctorado en Derecho en la Universidad Nacional Autónoma de México y recibir el tercer grado de Doctor en Derecho y primero con Mención Honorífica el 7 de abril de 1953. Recibió también el Título de Doctor en Derecho honoris causa por la Universidad Nacional de Rosario en Santa Fe, Argentina, el 20 de julio de 1978.
Autor de la Teoría del Derecho Procesal conocida como la Acción como Acto Proyectivo de la Instancia Procesal y Jurisdicción Procesal. Así como ponente para la modificación del currículo de la Carrera de Derecho en la Universidad Nacional Autónoma de México, al integrar la materia de «Teoría General del Proceso» en su plan de estudios. Ponente para la creación del currículo de la Carrera de Derecho de la Universidad Iberoamericana en su fundación.
Su otra gran pasión fue la labor académica a la cual dedicó gran parte de su esfuerzo, realizando el Examen del Seminario de Derecho Procesal Civil y Director de Tesis de licenciatura en derecho por parte de la Universidad Nacional Autónoma de México, de la Universidad Iberoamericana, de la Universidad Anáhuac, y de la Universidad Intercontinental. Investigador del Instituto Mexicano de Derecho Comparado.

### Trayectoria profesional
En lo que abarca toda su trayectoria profesional ha sido poseedor de numerosos cargos, entre ellos los enlistados a continuación:
- Abogado del Departamento del Distrito Federal en la Secretaría de Asistencia Jurídica.
- Abogado de la Tesorería del Distrito Federal.
- Abogado de la Dirección de Servicios Legales del Departamento del Distrito Federal.
- Asesor Jurídico de la Cámara de la Industria Química Farmacéutica.
- Jefe de lo Contencioso Administrativo en la Procuraduría Fiscal y Crédito Público.
- Secretario Proyectista del Tribunal Superior del Distrito Federal.
- Abogado Consultor de la Presidencia de la República de 1974 a 1994.
- Director de la Biblioteca de la Suprema Corte de Justicia de la Nación.
- Secretario Auxiliar de Estudio y Cuenta de la Tercera Sala de la Suprema Corte de Justicia de la Nación.
- Subgerente Jurídico de la Cámara Nacional de Comercio de la Ciudad de México.
- Gerente Técnico Legal de la Cámara Nacional de Comercio de la Ciudad de México.
- Director de la Academia de Arbitraje Comercial.
- Presidente del Instituto Panamericano de Derecho Procesal.
- Coordinador de la Comisión de Arbitraje Comercial de la Barra Mexicana-Colegio de Abogados.
- Segundo Vicepresidente de la Barra Mexicana-Colegio de Abogados.
- Miembro de la Barra Mexicana-Colegio de Abogados.
- Asesor Jurídico de la Presidencia de los Estados Unidos Mexicanos de 1972 a 1993.
- Asesor Jurídico de la Regencia del Distrito Federal.
- Asesor Jurídico del Gobierno del Distrito Federal.
- Socio Fundador del Despacho Jurídico «Briseño Sierra Abogados, S.C.»

### Publicaciones
Con más de un centenar de Estudios y artículos publicados en las siguientes Revistas: «Jurídica» «Revista Fiscal Financiera.» «Revista Mexicana de la Construcción.» «La Justicia.» «Revista Jurídica Veracruzana.» «Foro de México.» «El Foro. Órgano de la Barra Mexicana. Colegio de Abogados.» «Anales de Jurisprudencia.» «Boletín del Instituto de Derecho Comparado.» «Revista de la Facultad de Derecho de la U.N.A.M.» «Revista del Tribunal Fiscal de la Federación.» «Revista Procesal Iberoamericana.» «Revista de la Escuela de Derecho de la Universidad Autónoma de Sinaloa.» «Revista de Comercio.» «Jurídica. Anuario de la Escuela de Derecho de la Universidad Iberoamericana.» «Revista Procesal.»

#### Libros publicados
1. Categorías Institucionales Del Proceso. Edit. José M. Cajica. Puebla 1956.
2. Estudios de Derecho Procesal. Edit. UNAM. México 1957.
3. El Arbitraje en el Derecho Privado. Situación internacional. Edit. Imprenta Universitaria. Instituto de Derecho Comparado. México 1963.
4. Derecho Procesal Fiscal. El Régimen Federal Mexicano. Edit. Antigua Librería Robredo. México 1964.
5. Teoría y Técnica del Amparo. Edit. José M. Cajica. Puebla 1967.2 Tomos.
6. El Artículo 16 de la Constitución Mexicana. Edit. Coordinación de Humanidades. UNAM. MÉXICO 1967.
7. El Proceso Administrativo en Iberoamérica. Edit. Imprenta Universitaria. Instituto de Investigaciones Jurídica. México 1968.
8. Tratado de Derecho Procesal Cárdenas Editor Mexicano. México 1969. 4 Tomos.
9. Derecho Procesal. Edit. Cárdenas. México 1970.
10. El Amparo Mexicano. Edit. Cárdenas. México 1971.
11. El Impuesto al Ingreso Global de las Personas Físicas. Edit. Cárdenas. México 1974.
12. Los Conflictos Colectivos en el Derecho Mexicano. Edit. Imprenta Universitaria Autónoma del Estado de México. México 1974.
13. El Juicio Ordinario Civil. Edit. Trillas. México 1975. 2 Tomos.
14. El Enjuiciamiento Penal Mexicano. Edit. Trillas. México 1976.
15. El Arbitraje Comercial. Edit. Cámara Nacional de Comercio de la Ciudad de México 1979.
16. Estudios de Derecho Procesal. Edit. Cárdenas. México 1980.
17. Compilación de Derecho Procesal. Edit. Cárdenas. México 1982.
18. El Arbitraje Comercial Privado. Edit. Universidad Iberoamericana. México 1985.
19. Compendio de Derecho Procesal. Edit. Humanitas. México 1989.
20. Tratado de Derecho Procesal. Edit. Rubinzal. Buenos Aires 1989. 2 Tomos.
21. El Control Constitucional de Amparo. Edit. Trillas. México 1990.
22. Estudios sobre Arbitraje. Edit. Cárdenas. México 1995.
23. Excepciones Procesal. Edit. Biblioteca Jurídica. Bogotá 1997.
24. Excepciones Procesal. Edit. Cárdenas. México 2001.
25. El Derecho Procedimental. Edit. Cárdenas Editores. México 2002.
26. Estudios de Derecho Constitucional. Obra inconclusa no publicada. México 2003.

- Datos: Q11159944
- Multimedia: Humberto Briseño Sierra / Q11159944